# NGC 6562
NGC 6562 este o galaxie situată în constelația Dragonul. A fost descoperită în 8 iunie 1885 de către Lewis A. Swift.